# Liste der Listen von Autoren
Diese Liste enthält Listen über Autoren.

## Allgemein
- Liste von Autoren (alphabetisch)
- Liste von Dramatikern
- Liste von Fabeldichtern
- Liste von Fantasyautoren
- Liste von Krimi-Autoren
- Liste von Librettisten
- Liste von Science-Fiction-Autoren

## Sprachen

### Lebende europäischstämmige Sprachen
- Liste europäischer Schriftsteller und Dichter (nach Ländern)

### Weitere lebende Sprachen
- Liste kurdischer Schriftsteller
- Liste neuhebräischer Schriftsteller
- Liste persischer Schriftsteller
- Liste türkischer Schriftsteller

### Historische Sprachen
- Liste altkirchenslawischer Schriftsteller
- Liste der antiken Schriftsteller (griechisch)
- Liste der antiken Schriftsteller (lateinisch)
- Liste byzantinischer Schriftsteller (griechisches Mittelalter)
- Liste hebräischer Schriftsteller

## Länder

### Europa
- Liste europäischer Schriftsteller und Dichter (nach Ländern)

### Afrika
- Liste afrikanischer Schriftsteller, mit einzelnen Ländern
- Liste ägyptischer Schriftsteller
- Liste marokkanischer Schriftsteller
- Liste südafrikanischer Schriftsteller

### Asien
- Liste afghanischer Schriftsteller
- Liste armenischer Schriftsteller
- Liste chinesischer Schriftsteller
- Liste georgischer Schriftsteller
- Liste indischer Schriftsteller

- Liste iranischer Schriftsteller
- Liste japanischer Schriftsteller
- Liste koreanischer Schriftsteller

- Liste tibetischer Schriftsteller

- Liste vietnamesischer Schriftsteller

### Australien und Ozeanien
- Liste australischer Schriftsteller
- Liste neuseeländischer Schriftsteller

### Nord- und Mittelamerika
- Liste US-amerikanischer Autoren
- Liste kanadischer Schriftsteller
- Liste von Schriftstellern der Dominikanischen Republik
- Liste honduranischer Schriftsteller
- Liste kolumbianischer Schriftsteller
- Liste kubanischer Schriftsteller

- Liste mexikanischer Schriftsteller

### Südamerika
- Liste argentinischer Schriftsteller
- Liste bolivianischer Schriftsteller
- Liste brasilianischer Schriftsteller
- Liste chilenischer Schriftsteller

## Weitere Autoren
- Liste der Family-Guy-Autoren